# 15e étape du Tour d'Espagne 2023
Pour un article plus général, voir Tour d'Espagne 2023.
La 15e étape du Tour d'Espagne 2023 se déroule le dimanche 10 septembre 2023 entre Pampelune et Lekunberri en Navarre sur une distance de 158,3 km.

## Parcours
Partant de Pampelune, cette étape navarraise présente un profil accidenté. Elle aborde à mi-parcours le Puerto de Lizarraga (col de 3e catégorie, sommet après 79,8 km de course). Ensuite, les coureurs grimpent deux fois le Puerto de Zuarrarrate (col de 2e catégorie, montée de 7,3 km). Le premier passage de ce col a lieu après 120,3 km de course. Il est suivi par un premier passage sur la ligne d'arrivée à Lekunberri après 128 km de course où il reste aux coureurs une boucle de 30,3 km à accomplir. Le second passage au sommet du Puerto de Zuarrarrate se situe après 149,8 km de course soit à 8,5 km de l'arrivée située au bas de la descente du col.

## Déroulement de la course
Le premier tiers d'étape est jalonné par plusieurs tentatives d'échappées réalisées principalement sous l'impulsion de Remco Evenepoel, Filippo Ganna, Egan Bernal ou encore Jacopo Mosca. L'échappée définitive se dessine à un peu plus de 80 km de l'arrivée dans la montée du Puerto de Lizarraga franchi en tête par Evenepoel. Finalement, un groupe de dix hommes se forme à l'avant de la course et l'écart avec le peloton oscille autour des trois minutes. Ce groupe de tête se compose des Colombiens Santiago Buitrago et Einer Rubio, des Belges Remco Evenepoel et Jimmy Janssens, des Allemands Lennard Kämna et Nico Denz, du Danois Andreas Kron, du Portugais Rui Costa, de l'Espagnol Cristian Rodríguez et de l'Australien Chris Hamilton.
Dans la seconde ascension du Puerto de Zuarrarrate, Santiago Buitrago et Rui Costa attaquent à 14 km de l'arrivée et se portent en tête. Ils sont rejoints avant le sommet par Lennard Kämna. Malgré une sortie de route de Kämna provoquant une chute dans la descente, celui-ci revient sur Costa et Buitrago sous la flamme rouge. Dans le dernier kilomètre, les trois coureurs temporisent puis résistent in extremis au retour de cinq de leurs anciens compagnons d'échappée. À quelques mètres de la ligne d'arrivée, Lennard Kämna (Bora Hansgrohe) est dépassé par Rui Costa (Intermarché Circus Wanty) qui remporte la victoire. Le peloton maillot rouge avec les favoris termine avec un retard de deux minutes et cinquante-deux secondes.

## Résultats

### Classement de l'étape
| \| Classement de l'étape \| Classement de l'étape \| Classement de l'étape \| Classement de l'étape \| Classement de l'étape \| \| Coureur \| Coureur \| Pays \| Équipe \| Temps \| \| --------------------- \| --------------------- \| --------------------- \| ------------------------ \| --------------------- \| \| 1er \| Rui Costa \| Portugal \| Intermarché-Circus-Wanty \| 3 h 30 min 56 s \| \| 2e \| Lennard Kämna \| Allemagne \| Bora-Hansgrohe \| + 0 s \| \| 3e \| Santiago Buitrago \| Colombie \| Bahrain Victorious \| + 0 s \| \| 4e \| Remco Evenepoel \| Belgique \| Soudal Quick-Step \| + 2 s \| \| 5e \| Andreas Kron \| Danemark \| Lotto Dstny \| + 2 s \| \| 6e \| Einer Rubio \| Colombie \| Movistar Team \| + 2 s \| \| 7e \| Cristian Rodríguez \| Espagne \| Arkéa-Samsic \| + 2 s \| \| 8e \| Chris Hamilton \| Australie \| Team DSM-Firmenich \| + 2 s \| \| 9e \| Nico Denz \| Allemagne \| Bora-Hansgrohe \| + 36 s \| \| 10e \| Jimmy Janssens \| Belgique \| Alpecin-Deceuninck \| + 1 min 07 s \| |                    |           |                          |                 |
| |                    |           |                          |                 |
| Source : ProCyclingStats |                    |           |                          |                 |
| Classement de l'étape |                    |           |                          |                 |
| Coureur | Coureur            | Pays      | Équipe                   | Temps           |
| 1er | Rui Costa          | Portugal  | Intermarché-Circus-Wanty | 3 h 30 min 56 s |
| 2e | Lennard Kämna      | Allemagne | Bora-Hansgrohe           | + 0 s           |
| 3e | Santiago Buitrago  | Colombie  | Bahrain Victorious       | + 0 s           |
| 4e | Remco Evenepoel    | Belgique  | Soudal Quick-Step        | + 2 s           |
| 5e | Andreas Kron       | Danemark  | Lotto Dstny              | + 2 s           |
| 6e | Einer Rubio        | Colombie  | Movistar Team            | + 2 s           |
| 7e | Cristian Rodríguez | Espagne   | Arkéa-Samsic             | + 2 s           |
| 8e | Chris Hamilton     | Australie | Team DSM-Firmenich       | + 2 s           |
| 9e | Nico Denz          | Allemagne | Bora-Hansgrohe           | + 36 s          |
| 10e | Jimmy Janssens     | Belgique  | Alpecin-Deceuninck       | + 1 min 07 s    |

### Points attribués pour le classement par points
| Sprint intermédiaire Irurtzun (km 141,3) | Sprint intermédiaire Irurtzun (km 141,3) | Sprint intermédiaire Irurtzun (km 141,3) | Sprint intermédiaire Irurtzun (km 141,3) | Sprint intermédiaire Irurtzun (km 141,3) |
| ---------------------------------------- | ---------------------------------------- | ---------------------------------------- | ---------------------------------------- | ---------------------------------------- |
|                                          | Coureur                                  | Pays                                     | Équipe                                   | Point(s)                                 |
| 1er                                      | Jimmy Janssens                           | Belgique                                 | Alpecin-Deceuninck                       | 20                                       |
| 2e                                       | Andreas Kron                             | Danemark                                 | Lotto Dstny                              | 17                                       |
| 3e                                       | Lennard Kämna                            | Allemagne                                | Bora-Hansgrohe                           | 15                                       |
| 4e                                       | Cristian Rodríguez                       | Espagne                                  | Arkéa-Samsic                             | 13                                       |
| 5e                                       | Chris Hamilton                           | Australie                                | DSM-Firmenich                            | 10                                       |
| modifier                                 |                                          |                                          |                                          |                                          |

| Arrivée d'étape Lekunberri (km 158,3) | Arrivée d'étape Lekunberri (km 158,3) | Arrivée d'étape Lekunberri (km 158,3) | Arrivée d'étape Lekunberri (km 158,3) | Arrivée d'étape Lekunberri (km 158,3) |
| ------------------------------------- | ------------------------------------- | ------------------------------------- | ------------------------------------- | ------------------------------------- |
|                                       | Coureur                               | Pays                                  | Équipe                                | Point(s)                              |
| 1er                                   | Rui Costa                             | Portugal                              | Intermarché-Circus-Wanty              | 30                                    |
| 2e                                    | Lennard Kämna                         | Allemagne                             | Bora-Hansgrohe                        | 25                                    |
| 3e                                    | Santiago Buitrago                     | Colombie                              | Bahrain Victorious                    | 22                                    |
| 4e                                    | Remco Evenepoel                       | Belgique                              | Soudal Quick-Step                     | 19                                    |
| 5e                                    | Andreas Kron                          | Danemark                              | Lotto Dstny                           | 17                                    |
| 6e                                    | Einer Rubio                           | Colombie                              | Movistar                              | 15                                    |
| 7e                                    | Cristian Rodríguez                    | Espagne                               | Arkéa-Samsic                          | 13                                    |
| 8e                                    | Chris Hamilton                        | Australie                             | DSM-Firmenich                         | 11                                    |
| 9e                                    | Nico Denz                             | Allemagne                             | Bora-Hansgrohe                        | 9                                     |
| 10e                                   | Jimmy Janssens                        | Belgique                              | Alpecin-Deceuninck                    | 7                                     |
| 11e                                   | David González López                  | Espagne                               | Caja Rural-Seguros RGA                | 6                                     |
| 12e                                   | Kaden Groves                          | Australie                             | Alpecin-Deceuninck                    | 5                                     |
| 13e                                   | Iván García Cortina                   | Espagne                               | Movistar                              | 4                                     |
| 14e                                   | Matevž Govekar                        | Slovénie                              | Bahrain Victorious                    | 3                                     |
| 15e                                   | Fernando Barceló                      | Espagne                               | Caja Rural-Seguros RGA                | 2                                     |
| modifier                              |                                       |                                       |                                       |                                       |

### Points attribués pour le classement du meilleur grimpeur
| Puerto de Lizarraga (km 79,8) 3e catégorie (19,3 km à 2,6%) | Puerto de Lizarraga (km 79,8) 3e catégorie (19,3 km à 2,6%) | Puerto de Lizarraga (km 79,8) 3e catégorie (19,3 km à 2,6%) | Puerto de Lizarraga (km 79,8) 3e catégorie (19,3 km à 2,6%) | Puerto de Lizarraga (km 79,8) 3e catégorie (19,3 km à 2,6%) |
| ----------------------------------------------------------- | ----------------------------------------------------------- | ----------------------------------------------------------- | ----------------------------------------------------------- | ----------------------------------------------------------- |
|                                                             | Coureur                                                     | Pays                                                        | Équipe                                                      | Point(s)                                                    |
| 1er                                                         | Remco Evenepoel                                             | Belgique                                                    | Soudal Quick-Step                                           | 3                                                           |
| 2e                                                          | Lennard Kämna                                               | Allemagne                                                   | Bora-Hansgrohe                                              | 2                                                           |
| 3e                                                          | Cristian Rodríguez                                          | Espagne                                                     | Arkéa-Samsic                                                | 1                                                           |
| modifier                                                    |                                                             |                                                             |                                                             |                                                             |

| Puerto de Zuarrate (km 120,3) 2e catégorie (7,3 km à 4,8%) | Puerto de Zuarrate (km 120,3) 2e catégorie (7,3 km à 4,8%) | Puerto de Zuarrate (km 120,3) 2e catégorie (7,3 km à 4,8%) | Puerto de Zuarrate (km 120,3) 2e catégorie (7,3 km à 4,8%) | Puerto de Zuarrate (km 120,3) 2e catégorie (7,3 km à 4,8%) |
| ---------------------------------------------------------- | ---------------------------------------------------------- | ---------------------------------------------------------- | ---------------------------------------------------------- | ---------------------------------------------------------- |
|                                                            | Coureur                                                    | Pays                                                       | Équipe                                                     | Point(s)                                                   |
| 1er                                                        | Remco Evenepoel                                            | Belgique                                                   | Soudal Quick-Step                                          | 5                                                          |
| 2e                                                         | Santiago Buitrago                                          | Colombie                                                   | Bahrain Victorious                                         | 3                                                          |
| 3e                                                         | Lennard Kämna                                              | Allemagne                                                  | Bora-Hansgrohe                                             | 1                                                          |
| modifier                                                   |                                                            |                                                            |                                                            |                                                            |

| \| Puerto de Zuarrate (km 149,8) 2e catégorie (7,3 km à 4,8%) \| Puerto de Zuarrate (km 149,8) 2e catégorie (7,3 km à 4,8%) \| Puerto de Zuarrate (km 149,8) 2e catégorie (7,3 km à 4,8%) \| Puerto de Zuarrate (km 149,8) 2e catégorie (7,3 km à 4,8%) \| Puerto de Zuarrate (km 149,8) 2e catégorie (7,3 km à 4,8%) \| \| ---------------------------------------------------------- \| ---------------------------------------------------------- \| ---------------------------------------------------------- \| ---------------------------------------------------------- \| ---------------------------------------------------------- \| \| \| Coureur \| Pays \| Équipe \| Point(s) \| \| 1er \| Santiago Buitrago \| Colombie \| Bahrain Victorious \| 5 \| \| 2e \| Rui Costa \| Portugal \| Intermarché-Circus-Wanty \| 3 \| \| 3e \| Lennard Kämna \| Allemagne \| Bora-Hansgrohe \| 1 \| \| modifier \| \| \| \| \| |                   |           |                          |          |
| Puerto de Zuarrate (km 149,8) 2e catégorie (7,3 km à 4,8%) |                   |           |                          |          |
| | Coureur           | Pays      | Équipe                   | Point(s) |
| 1er | Santiago Buitrago | Colombie  | Bahrain Victorious       | 5        |
| 2e | Rui Costa         | Portugal  | Intermarché-Circus-Wanty | 3        |
| 3e | Lennard Kämna     | Allemagne | Bora-Hansgrohe           | 1        |
| modifier |                   |           |                          |          |

### Bonifications
|   | Coureur           | Pays      | Équipe                   | Secondes |
| - | ----------------- | --------- | ------------------------ | -------- |
| 1 | Santiago Buitrago | Colombie  | Bahrain Victorious       | 6 s      |
| 2 | Rui Costa         | Portugal  | Intermarché-Circus-Wanty | 4 s      |
| 3 | Lennard Kämna     | Allemagne | Bora-Hansgrohe           | 2 s      |

|   | Coureur           | Pays      | Équipe                   | Secondes |
| - | ----------------- | --------- | ------------------------ | -------- |
| 1 | Rui Costa         | Portugal  | Intermarché-Circus-Wanty | 10 s     |
| 2 | Lennard Kämna     | Allemagne | Bora-Hansgrohe           | 6 s      |
| 3 | Santiago Buitrago | Colombie  | Bahrain Victorious       | 4 s      |

### Prix de la combativité
- Remco Evenepoel (Soudal Quick-Step)

## Classements à l'issue de l'étape

### Classement général
| \| Classement général \| Classement général \| Classement général \| Classement général \| Classement général \| \| Coureur \| Coureur \| Pays \| Équipe \| Temps \| \| ------------------ \| ------------------ \| ------------------ \| ------------------ \| ------------------ \| \| 1er \| Sepp Kuss \| États-Unis \| Jumbo-Visma \| 54 h 38 min 42 s \| \| 2e \| Primož Roglič \| Slovénie \| Jumbo-Visma \| + 1 min 37 s \| \| 3e \| Jonas Vingegaard \| Danemark \| Jumbo-Visma \| + 1 min 44 s \| \| 4e \| Juan Ayuso \| Espagne \| UAE Team Emirates \| + 2 min 37 s \| \| 5e \| Enric Mas \| Espagne \| Movistar Team \| + 3 min 06 s \| \| 6e \| Marc Soler \| Espagne \| UAE Team Emirates \| + 3 min 10 s \| \| 7e \| Mikel Landa \| Espagne \| Bahrain Victorious \| + 4 min 12 s \| \| 8e \| Aleksandr Vlasov \| Bannière neutre \| Bora-Hansgrohe \| + 5 min 02 s \| \| 9e \| Cian Uijtdebroeks \| Belgique \| Bora-Hansgrohe \| + 5 min 30 s \| \| 10e \| João Almeida \| Portugal \| UAE Team Emirates \| + 8 min 39 s \| |                   |                 |                    |                  |
| |                   |                 |                    |                  |
| Source : ProCyclingStats |                   |                 |                    |                  |
| Classement général |                   |                 |                    |                  |
| Coureur | Coureur           | Pays            | Équipe             | Temps            |
| 1er | Sepp Kuss         | États-Unis      | Jumbo-Visma        | 54 h 38 min 42 s |
| 2e | Primož Roglič     | Slovénie        | Jumbo-Visma        | + 1 min 37 s     |
| 3e | Jonas Vingegaard  | Danemark        | Jumbo-Visma        | + 1 min 44 s     |
| 4e | Juan Ayuso        | Espagne         | UAE Team Emirates  | + 2 min 37 s     |
| 5e | Enric Mas         | Espagne         | Movistar Team      | + 3 min 06 s     |
| 6e | Marc Soler        | Espagne         | UAE Team Emirates  | + 3 min 10 s     |
| 7e | Mikel Landa       | Espagne         | Bahrain Victorious | + 4 min 12 s     |
| 8e | Aleksandr Vlasov  | Bannière neutre | Bora-Hansgrohe     | + 5 min 02 s     |
| 9e | Cian Uijtdebroeks | Belgique        | Bora-Hansgrohe     | + 5 min 30 s     |
| 10e | João Almeida      | Portugal        | UAE Team Emirates  | + 8 min 39 s     |

| Classement par points | Classement par points | Classement par points | Classement par points | Classement par points |
| Coureur               | Coureur               | Pays                  | Équipe                | Points                |
| --------------------- | --------------------- | --------------------- | --------------------- | --------------------- |
| 1er                   | Kaden Groves          | Australie             | Alpecin-Deceuninck    | 208 pts               |
| 2e                    | Remco Evenepoel       | Belgique              | Soudal Quick-Step     | 135 pts               |
| 3e                    | Andreas Kron          | Danemark              | Lotto Dstny           | 111 pts               |
| 4e                    | Lennard Kämna         | Allemagne             | Bora-Hansgrohe        | 85 pts                |
| 5e                    | Marijn van den Berg   | Pays-Bas              | EF Education-EasyPost | 85 pts                |
| 6e                    | Sepp Kuss             | États-Unis            | Jumbo-Visma           | 84 pts                |
| 7e                    | Primož Roglič         | Slovénie              | Jumbo-Visma           | 81 pts                |
| 8e                    | Marc Soler            | Espagne               | UAE Team Emirates     | 79 pts                |
| 9e                    | Sebastián Molano      | Colombie              | UAE Team Emirates     | 78 pts                |
| 10e                   | Jonas Vingegaard      | Danemark              | Jumbo-Visma           | 73 pts                |

| Classement par points | Classement par points | Classement par points | Classement par points | Classement par points |
| Coureur               | Coureur               | Pays                  | Équipe                | Points                |
| --------------------- | --------------------- | --------------------- | --------------------- | --------------------- |
| 1er                   | Kaden Groves          | Australie             | Alpecin-Deceuninck    | 208 pts               |
| 2e                    | Remco Evenepoel       | Belgique              | Soudal Quick-Step     | 135 pts               |
| 3e                    | Andreas Kron          | Danemark              | Lotto Dstny           | 111 pts               |
| 4e                    | Lennard Kämna         | Allemagne             | Bora-Hansgrohe        | 85 pts                |
| 5e                    | Marijn van den Berg   | Pays-Bas              | EF Education-EasyPost | 85 pts                |
| 6e                    | Sepp Kuss             | États-Unis            | Jumbo-Visma           | 84 pts                |
| 7e                    | Primož Roglič         | Slovénie              | Jumbo-Visma           | 81 pts                |
| 8e                    | Marc Soler            | Espagne               | UAE Team Emirates     | 79 pts                |
| 9e                    | Sebastián Molano      | Colombie              | UAE Team Emirates     | 78 pts                |
| 10e                   | Jonas Vingegaard      | Danemark              | Jumbo-Visma           | 73 pts                |

| Classement de la montagne | Classement de la montagne | Classement de la montagne | Classement de la montagne | Classement de la montagne |
| Coureur                   | Coureur                   | Pays                      | Équipe                    | Points                    |
| ------------------------- | ------------------------- | ------------------------- | ------------------------- | ------------------------- |
| 1er                       | Remco Evenepoel           | Belgique                  | Soudal Quick-Step         | 71 pts                    |
| 2e                        | Michael Storer            | Australie                 | Groupama-FDJ              | 39 pts                    |
| 3e                        | Jonas Vingegaard          | Danemark                  | Jumbo-Visma               | 36 pts                    |
| 4e                        | Romain Bardet             | France                    | Team DSM-Firmenich        | 35 pts                    |
| 5e                        | Sepp Kuss                 | États-Unis                | Jumbo-Visma               | 27 pts                    |
| 6e                        | Jesús Herrada             | Espagne                   | Cofidis                   | 22 pts                    |
| 7e                        | Eduardo Sepúlveda         | Argentine                 | Lotto Dstny               | 21 pts                    |
| 8e                        | Andreas Kron              | Danemark                  | Lotto Dstny               | 20 pts                    |
| 9e                        | Primož Roglič             | Slovénie                  | Jumbo-Visma               | 18 pts                    |
| 10e                       | Juan Ayuso                | Espagne                   | UAE Team Emirates         | 15 pts                    |

| Classement de la montagne | Classement de la montagne | Classement de la montagne | Classement de la montagne | Classement de la montagne |
| Coureur                   | Coureur                   | Pays                      | Équipe                    | Points                    |
| ------------------------- | ------------------------- | ------------------------- | ------------------------- | ------------------------- |
| 1er                       | Remco Evenepoel           | Belgique                  | Soudal Quick-Step         | 71 pts                    |
| 2e                        | Michael Storer            | Australie                 | Groupama-FDJ              | 39 pts                    |
| 3e                        | Jonas Vingegaard          | Danemark                  | Jumbo-Visma               | 36 pts                    |
| 4e                        | Romain Bardet             | France                    | Team DSM-Firmenich        | 35 pts                    |
| 5e                        | Sepp Kuss                 | États-Unis                | Jumbo-Visma               | 27 pts                    |
| 6e                        | Jesús Herrada             | Espagne                   | Cofidis                   | 22 pts                    |
| 7e                        | Eduardo Sepúlveda         | Argentine                 | Lotto Dstny               | 21 pts                    |
| 8e                        | Andreas Kron              | Danemark                  | Lotto Dstny               | 20 pts                    |
| 9e                        | Primož Roglič             | Slovénie                  | Jumbo-Visma               | 18 pts                    |
| 10e                       | Juan Ayuso                | Espagne                   | UAE Team Emirates         | 15 pts                    |

| Classement du meilleur jeune | Classement du meilleur jeune | Classement du meilleur jeune | Classement du meilleur jeune | Classement du meilleur jeune |
| Coureur                      | Coureur                      | Pays                         | Équipe                       | Temps                        |
| ---------------------------- | ---------------------------- | ---------------------------- | ---------------------------- | ---------------------------- |
| 1er                          | Juan Ayuso                   | Espagne                      | UAE Team Emirates            | 54 h 41 min 19 s             |
| 2e                           | Cian Uijtdebroeks            | Belgique                     | Bora-Hansgrohe               | + 2 min 53 s                 |
| 3e                           | João Almeida                 | Portugal                     | UAE Team Emirates            | + 6 min 02 s                 |
| 4e                           | Santiago Buitrago            | Colombie                     | Bahrain Victorious           | + 7 min 36 s                 |
| 5e                           | Remco Evenepoel              | Belgique                     | Soudal Quick-Step            | + 13 min 45 s                |
| 6e                           | Einer Rubio                  | Colombie                     | Movistar Team                | + 28 min 56 s                |
| 7e                           | Lenny Martinez               | France                       | Groupama-FDJ                 | + 33 min 47 s                |
| 8e                           | Attila Valter                | Hongrie                      | Jumbo-Visma                  | + 41 min 23 s                |
| 9e                           | Antonio Tiberi               | Italie                       | Bahrain Victorious           | + 49 min 42 s                |
| 10e                          | Lennert Van Eetvelt          | Belgique                     | Lotto Dstny                  | + 1 h 19 min 44 s            |

| Classement du meilleur jeune | Classement du meilleur jeune | Classement du meilleur jeune | Classement du meilleur jeune | Classement du meilleur jeune |
| Coureur                      | Coureur                      | Pays                         | Équipe                       | Temps                        |
| ---------------------------- | ---------------------------- | ---------------------------- | ---------------------------- | ---------------------------- |
| 1er                          | Juan Ayuso                   | Espagne                      | UAE Team Emirates            | 54 h 41 min 19 s             |
| 2e                           | Cian Uijtdebroeks            | Belgique                     | Bora-Hansgrohe               | + 2 min 53 s                 |
| 3e                           | João Almeida                 | Portugal                     | UAE Team Emirates            | + 6 min 02 s                 |
| 4e                           | Santiago Buitrago            | Colombie                     | Bahrain Victorious           | + 7 min 36 s                 |
| 5e                           | Remco Evenepoel              | Belgique                     | Soudal Quick-Step            | + 13 min 45 s                |
| 6e                           | Einer Rubio                  | Colombie                     | Movistar Team                | + 28 min 56 s                |
| 7e                           | Lenny Martinez               | France                       | Groupama-FDJ                 | + 33 min 47 s                |
| 8e                           | Attila Valter                | Hongrie                      | Jumbo-Visma                  | + 41 min 23 s                |
| 9e                           | Antonio Tiberi               | Italie                       | Bahrain Victorious           | + 49 min 42 s                |
| 10e                          | Lennert Van Eetvelt          | Belgique                     | Lotto Dstny                  | + 1 h 19 min 44 s            |

| Classement par équipes | Classement par équipes | Classement par équipes | Classement par équipes |
| Équipe                 | Équipe                 | Pays                   | Temps                  |
| ---------------------- | ---------------------- | ---------------------- | ---------------------- |
| 1re                    | Jumbo-Visma            | Pays-Bas               | 163 h 24 min 07 s      |
| 2e                     | UAE Team Emirates      | Émirats arabes unis    | + 10 min 27 s          |
| 3e                     | Bora-Hansgrohe         | Allemagne              | + 15 min 12 s          |
| 4e                     | Bahrain Victorious     | Bahreïn                | + 34 min 51 s          |
| 5e                     | Movistar Team          | Espagne                | + 1 h 29 min 24 s      |
| 6e                     | Groupama-FDJ           | France                 | + 2 h 18 min 51 s      |
| 7e                     | Soudal Quick-Step      | Belgique               | + 2 h 22 min 14 s      |
| 8e                     | TotalEnergies          | France                 | + 2 h 26 min 34 s      |
| 9e                     | Astana Qazaqstan Team  | Kazakhstan             | + 2 h 35 min 55 s      |
| 10e                    | Lidl-Trek              | États-Unis             | + 2 h 54 min 40 s      |

| Classement par équipes | Classement par équipes | Classement par équipes | Classement par équipes |
| Équipe                 | Équipe                 | Pays                   | Temps                  |
| ---------------------- | ---------------------- | ---------------------- | ---------------------- |
| 1re                    | Jumbo-Visma            | Pays-Bas               | 163 h 24 min 07 s      |
| 2e                     | UAE Team Emirates      | Émirats arabes unis    | + 10 min 27 s          |
| 3e                     | Bora-Hansgrohe         | Allemagne              | + 15 min 12 s          |
| 4e                     | Bahrain Victorious     | Bahreïn                | + 34 min 51 s          |
| 5e                     | Movistar Team          | Espagne                | + 1 h 29 min 24 s      |
| 6e                     | Groupama-FDJ           | France                 | + 2 h 18 min 51 s      |
| 7e                     | Soudal Quick-Step      | Belgique               | + 2 h 22 min 14 s      |
| 8e                     | TotalEnergies          | France                 | + 2 h 26 min 34 s      |
| 9e                     | Astana Qazaqstan Team  | Kazakhstan             | + 2 h 35 min 55 s      |
| 10e                    | Lidl-Trek              | États-Unis             | + 2 h 54 min 40 s      |

### Sanctions au classement UCI
| \| Coureur \| Pays \| Équipe \| Points \| \| ---------------- \| -------- \| ----------- \| ----------- \| \| Sylvain Moniquet \| Belgique \| Lotto Dstny \| - 25 points \| |          |             |             |
| Coureur | Pays     | Équipe      | Points      |
| Sylvain Moniquet | Belgique | Lotto Dstny | - 25 points |

## Abandons
- Kévin Vauquelin (Arkéa-Samsic) : abandon